# Альбертусдальдер

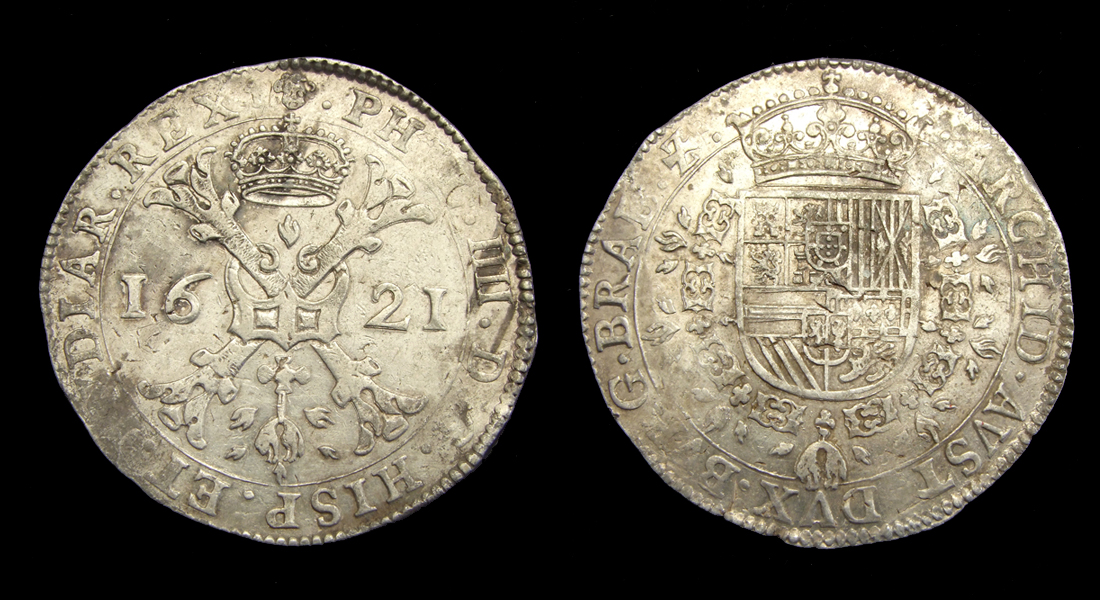
Альбертусдальдер, альбертусталер, крестовый (крыжовый) талер, крыжак

Альбертусдальдер (нидерл. Albertusdaalder), альбертусталер (нем. Albertustaler), патагон — разновидность дальдера, чеканка которого была начата в Испанских (Габсбургских) Нидерландах в 1612 году при Альберте Австрийском (отсюда название) и продолжалась до 1711 года. Являлся одной из самых распространённых торговых монет XVII—XVIII веков. Также назывался патагоном, крестовым талером, в России — крыжовым талером (ефимком) или просто крыжаком.
В 1659 году альбертусдальдер послужил образцом для монеты Соединённых провинций Нидерландов, которая официально называлась «серебряный дукат» (нидерл. zilveren dukaat), но в обиходе именовалась так же, как и близкая по типу монета — «рейксдальдер».

## История чеканки
В 1612 году Альберт Австрийский и Изабелла Испанская, наместники испанского короля Филиппа III в Испанских (Габсбургских) Нидерландах, начали чеканить монету талерового типа с содержанием 24,65 г серебра, что на 1,33 г меньше, чем в рейхсталере. На одной стороне был изображён косой бургундский крест, на другой — герб Испании. Легенда, включавшая имена и титулы Альберта и Изабеллы (позже появилось ещё и имя испанского короля), начиналась на аверсе и заканчивалась на реверсе. Год чеканки, как правило, не указывался. Выпускались также дробные — половина и четверть дальдера.
Первоначально монета предназначалась для торговли с германскими государствами, затем начала активно использоваться в прибалтийских государствах и в Восточной Европе, став одной из наиболее известных торговых монет XVII—XVIII веков. Её подражания выпускались в Брауншвейге, Гольштейне, Пруссии, Курляндии, Венгрии, Дании, в других странах. По имени Альберта эта разновидность дальдера получила название «альбертусдальдер» (нидерл. Albertusdaalder, в русскоязычной литературе чаще «альбертусталер» от нем. Albertustaler), по изображённому на ней кресту — «крестовый талер». В Испании за ней закрепилось название «патагон». В России она была известна как «крыжовый (крестовый) талер» или просто «крыжак».
Выпуск монеты в Испанских Нидерландах продолжался почти до их перехода из-под контроля Испании к Австрии в 1713 году.

## Серебряный дукат
В 1659 году, ввиду большой популярности альбертусдальдера, его подражание начали выпускать все Соединённые провинции. Здесь монета чеканилась до 1806 года и официально называлась «серебряный дукат» (нидерл. zilveren dukaat), хотя в обиходе чаще именовалась так же, как и близкая по типу монета — «рейксдальдер». Содержание чистого серебра в серебряном дукате соответствовало прототипу — альбертусдальдеру (24,65 г), но оформление было другим. На лицевой стороне помещался коронованный герб Генеральных штатов, на оборотной — рыцарь в полный рост.